# ツァドク (祭司)
ツァドクは、ダビデ時代のイスラエル王国の祭司。レビ族アロンの息子エルアザルの末裔で、アヒトブの子であり、バビロン捕囚の帰還者、祭司ヨシュアとエズラの先祖である。

## 生涯
サウル王の死後、ヘブロンにいたダビデの所に古代イスラエルの全部族が集まり、ダビデは民衆の支持を受けて王として即位した。ダビデのもとに集まって来た人々の中に、レビ人のツァドクがいた。
ダビデがエルサレムに移り、神の箱を天幕に納めた後に、ツァドクは高き所で兄弟たちと共に、祭司の務めをおこなった。後に、ダビデ王の側近として仕えた。
ダビデ王の晩年頃になり、アブシャロムの反乱で王がエルサレムを追われた時に、ツァドクはフシャイと共に神の箱と共にエルサレムにとどまるように命じられた。フシャイによってダビデはアブシャロムに手から逃れた。
アブシャロムの反乱の鎮圧後にツァドクの息子アヒマアツは、アブシャロムの死と、反乱の結末をダビデに伝えた。
ダビデ王の死の間際に、アドニヤ王の王位継承にあたり、祭司エブヤタルが反逆したが、ツァドクはソロモン側についた。その結果、エブヤタルは失脚して、以降のアロン家の大祭司の系統はエルアザルの流れになった。この流れから、バビロン捕囚からの帰還の時期に指導者のヨシュアとエズラが誕生する。